# Emberiza
Emberiza je род птица из реда врапчарки који припада породици Emberizidae. Створио га је Карл фон Лине у десетом издању његове класификације живих бића (10th edition of Systema Naturae). Род садржи 41 постојећу и једну истребљену врсту (Emberiza alcoveri). Назив рода Emberiza потиче од старовисоконемачке речи Embritz, што значи стрнадица. 

## Списак врста
- Велика стрнадица,
 Emberiza calandra
- Стрнадица жутовољка,
 Emberiza citrinella
- Белоглава стрнадица,
 Emberiza leucocephalos
- Црногрла стрнадица,
 Emberiza cirlus
- Тибетанска стрнадица,
 Emberiza koslowi
- Стрнадица камењарка,
 Emberiza cia
- Годлевскијева стрнадица,
 Emberiza godlewskii
- Ливадска стрнадица,
 Emberiza cioides
- Риђолеђа стрнадица / стрнадица јанковског,
 Emberiza jankowskii
- Иранска стрнадица,
 Emberiza buchanani
- Жутолика стрнадица,
 Emberiza cineracea
- Виноградска стрнадица,
 Emberiza hortulana
- Белокапа стрнадица,
 Emberiza stewarti
- Риђогрла стрнадица,
 Emberiza caesia
- Стрнадица покућарка,
 Emberiza sahari
- Пругаста стрнадица,
 Emberiza striolata
- Шеволика стрнадица,
 Emberiza impetuani
- Афричка стрнадица камењарка,
 Emberiza tahapisi
- Гослингова стрнадица,
 Emberiza goslingi
- Стрнадица са Сокотре,
 Emberiza socotrana
- Капска стрнадица,
 Emberiza capensis
- Винсентова стрнадица,
 Emberiza vincenti
- Тристрамова стрнадица,
 Emberiza tristrami
- Кетењастоуха стрнадица,
 Emberiza fucata
- Мала стрнадица,
 Emberiza pusilla
- Жутообрваста стрнадица,
 Emberiza chrysophrys
- Шумска стрнадица,
 Emberiza rustica
- Жутогрла стрнадица,
 Emberiza elegans
- Жутогруда стрнадица,
 Emberiza aureola
- Златогруда стрнадица,
 Emberiza flaviventris
- Сомалијска стрнадица,
 Emberiza poliopleura
- Смеђогуза стрнадица,
 Emberiza affinis
- Кабанисова стрнадица,
 Emberiza cabanisi
- Кестењаста стрнадица,
 Emberiza rutila
- Црноглава стрнадица,
 Emberiza melanocephala
- Црвеноглава стрнадица,
 Emberiza bruniceps
- Жута стрнадица,
 Emberiza sulphurata
- Црнолика стрнадица,
 Emberiza spodocephala
- Сива стрнадица,
 Emberiza variabilis
- Барска стрнадица,
 Emberiza schoeniclus
- Паласова барска стрнадица,
 Emberiza pallasi
- Јапанска тршћачка стрнадица,
 Emberiza yessoensis
- Дугонога стрнадица,
 Emberiza alcoveri (праисторијска)